# Сборная Канады по теннису в Кубке Билли Джин Кинг
Сборная Канады в Кубке Билли Джин Кинг — национальная сборная женская команда, представляющая Канаду в Кубке Билли Джин Кинг (ранее Кубок Федерации) — главном международном женском теннисном турнире на уровне национальных сборных. Победитель турнира 2023 года.

## История выступлений
Сборная Канады провела свой первый матч в Кубке Федерации в 1963 году, уступив со счётом 3:0 в гостях команде Великобритании. С этого времени она участвует в турнире ежегодно, за исключением одного пропущенного сезона в 1965 году. Свой второй матч в Кубке Федерации канадки выиграли у сборной Швеции и в дальнейшем число побед и поражений в их матчах оставалось приблизительно равным.
В 1967 и 1987 годах сборная Канады доходила до четвертьфинала Кубка Федерации, а в годы, когда уступала в первом круге и участвовала в утешительном турнире — до финала этого соревнования. В 1980 году Марджори Блэквуд и Нина Бланд выиграли утешительный турнир после победы над командой Франции. Однако высшим успехом команды остаётся выход в 1988 году в полуфинал Кубка Федерации. Этого результата Хелен Келеси и Джилл Хетерингтон добились после побед над сборными Южной Кореи, Финляндии и Швеции, проиграв в итоге команде Чехословакии.
После разделения высшего дивизиона Кубка Федерации на два уровня канадская сборная выбыла в 1994 году во II Мировую группу, а два года спустя после поражения в плей-офф от австралиек — в I Американскую группу, где прова почти два десятка лет. Исключение составили 2007 и 2011 года, когда канадки на один сезон возвращались во II Мировую группу. Результаты стали улучшаться после 2013 года, когда им удалось не только повторить этот результат, но и выйти после победы над сборной Словакии в восьмёрку сильнейших. Этот результат сборной принесли Эжени Бушар и Александра Возняк; в высшем дивизионе, однако, канадки продержались только один сезон, уже в 2015 году выбыв из него после поражений от команд Чехии и Румынии. После нового изменения формата соревнования, в результате которого сезон начинается с квалификационных матчей, определяющих, в каком эшелоне предстоит играть командам, канадки дважды подряд (в 2021 и 2022 годах) выходили в групповой этап Мировой группы, но оба раза не смогли его преодолеть и пробиться в полуфинал, заканчивая группу с одной победой и одним поражением (оба поражения от будущих обладательниц Кубка — России в 2021 и Швейцарии в 2022 году).
В отборе в Мировую группу в 2023 году канадки в отсутствие Бьянки Андрееску лишь в решающей, пятой игре матча со сборной Бельгии сумели обеспечить себе победу. Лейла Фернандес при этом одержала победу и в обеих одиночных, и в парной встрече (с Габриэлой Дабровски). В финальном турнире Фернандес при поддержке 18-летней дебютантки турнира Марины Стакушич обеспечила сборной победы на групповом этапе над командами Испании и Польши, в полуфинале с помощью Дабровски одержала победу над фаворитками из Чехии, а в финале со Стакушич обыграла итальянок, завоевав первый в истории Канады Кубок Билли Джин Кинг.

### Участие в финалах
| №  | Год  | Место проведения | Покрытие   | Команда                                                      | Соперницы в финале | Счёт |
| -- | ---- | ---------------- | ---------- | ------------------------------------------------------------ | ------------------ | ---- |
| 1. | 2023 | Севилья, Испания | Хард (зал) | Э. Бушар, Г. Дабровски, Р. Марино, М. Стакушич, Л. Фернандес | Италия             | 2:0  |

## Рекорды и статистика
- Первый год участия — 1963
- Всего лет в турнире — 58
  - Из них в Мировой группе — 25
- Самая длинная серия побед — 7 (2013—2014, включая победы над командами Перу, Венесуэлы, Колумбии, Бразилии, Украины, Сербии и Словакии и выход в I Мировую группу)
- Самая крупная победа — 5-0 по играм, 10-1 по сетам, 66-36 по геймам ( Канада —  Аргентина 5:0, 2010
- Самый длинный матч — 8 часов 59 минут ( Австрия —  Канада 4:1, 2003)
  - Наибольшее количество геймов в матче — 140 ( Канада —  Румыния 2:3, 2015)
- Самая длинная игра — 3 часа 49 минут ( Вильмари Кастельви —  Александра Возняк 7-5 4-6 11-9, 2005)
  - Наибольшее количество геймов в игре — 46 ( Петра Делье/Анн-Мари Рюгг —  Марджори Блэквуд/Барбара Бранковска 6-8 6-4 10-12, 1977)
- Наибольшее количество геймов в сете — 22 ( Петра Делье/Анн-Мари Рюгг —  Марджори Блэквуд/Барбара Бранковска 6-8 6-4 10-12, 1977;  Бибиана Схофс/Деми Схюрс —  Бьянка Андрееску/Габриэла Дабровски 6-2 5-7 10-12, 2019)

- Наибольшее количество сезонов в сборной — Джилл Хетерингтон (14)
- Наибольшее количество матчей за сборную — Александра Возняк (36)
- Наибольшее количество игр — 54 (Патрисия Хай-Буле, 40-12)
- Наибольшее количество побед — 40 (Александра Возняк, 40-12)
  - В одиночном разряде — 32 (Александра Возняк, 32-11)
  - В парном разряде — 17 (Соня Джеясилан, 17-2)
  - В составе одной пары — 6 (Соня Джеясилан/Рене Симпсон 6-1; Мари-Эв Пеллетье/Шэрон Фичмен 6-3)
- Самый молодой игрок — 14 лет 141 день (Шэрон Фичмен, 22 апреля 2005)
- Самый возрастной игрок — 41 год 289 дней (Луиза Браун, 3 сентября 1964)

## Состав в сезоне 2023 года
- Эжени Бушар
- Габриэла Дабровски
- Ребекка Марино
- Кэтрин Себов
- Марина Стакушич
- Лейла Фернандес

Капитан — Хейди Эль-Табах

## Недавние матчи

### Финал Мировой группы, 2023
| Канада 2 | Олимпийский стадион, Севилья, Испания 12 ноября 2022 Хард(i) | Олимпийский стадион, Севилья, Испания 12 ноября 2022 Хард(i)                  | Италия 0 |     |   |            |
| \| \| \| \| 1 \| 2 \| 3 \| \| \| - \| \| ----------------------------------------------------------------------------- \| --- \| --- \| - \| ---------- \| \| 1 \| \| Марина Стакушич Мартина Тревизан \| 7 5 \| 6 3 \| \| \| \| 2 \| \| Лейла Фернандес Жасмин Паолини \| 6 2 \| 6 3 \| \| \| \| 3 \| \| Габриэла Дабровски / Лейла Фернандес Элизабетта Коччаретто / Мартина Тревизан \| \| \| \| not played \| |                                                              |                                                                               |          |     |   |            |
| |                                                              |                                                                               | 1        | 2   | 3 |            |
| 1 | Канада · Италия                                              | Марина Стакушич Мартина Тревизан                                              | 7 5      | 6 3 |   |            |
| 2 | Канада · Италия                                              | Лейла Фернандес Жасмин Паолини                                                | 6 2      | 6 3 |   |            |
| 3 | Канада · Италия                                              | Габриэла Дабровски / Лейла Фернандес Элизабетта Коччаретто / Мартина Тревизан |          |     |   | not played |

| Канада 2 | Олимпийский стадион, Севилья, Испания 11 ноября 2022 Хард(i) | Олимпийский стадион, Севилья, Испания 11 ноября 2022 Хард(i)                  | Чехия 1 |      |     |  |
| \| \| \| \| 1 \| 2 \| 3 \| \| \| - \| \| ----------------------------------------------------------------------------- \| --- \| ---- \| --- \| \| \| 1 \| \| Марина Стакушич Барбора Крейчикова \| 2 6 \| 1 6 \| \| \| \| 2 \| \| Лейла Фернандес Маркета Вондроушова \| 6 2 \| 2 6 \| 6 3 \| \| \| 3 \| \| Габриэла Дабровски / Лейла Фернандес Элизабетта Коччаретто / Мартина Тревизан \| 7 5 \| 7 63 \| \| \| |                                                              |                                                                               |         |      |     |  |
| |                                                              |                                                                               | 1       | 2    | 3   |  |
| 1 | Канада · Чехия                                               | Марина Стакушич Барбора Крейчикова                                            | 2 6     | 1 6  |     |  |
| 2 | Канада · Чехия                                               | Лейла Фернандес Маркета Вондроушова                                           | 6 2     | 2 6  | 6 3 |  |
| 3 | Канада · Чехия                                               | Габриэла Дабровски / Лейла Фернандес Элизабетта Коччаретто / Мартина Тревизан | 7 5     | 7 63 |     |  |

| Канада 3 | Олимпийский стадион, Севилья, Испания 9 ноября 2022 Хард(i) | Олимпийский стадион, Севилья, Испания 9 ноября 2022 Хард(i)           | Польша 0 |     |     |  |
| \| \| \| \| 1 \| 2 \| 3 \| \| \| - \| \| --------------------------------------------------------------------- \| --- \| --- \| --- \| \| \| 1 \| \| Марина Стакушич Магдалена Френх \| 4 6 \| 7 5 \| 6 3 \| \| \| 2 \| \| Лейла Фернандес Магда Линетт \| 6 2 \| 6 3 \| \| \| \| 3 \| \| Габриэла Дабровски / Эжени Бушар Катажина Кава / Вероника Фальковская \| 6 2 \| 6 3 \| \| \| |                                                             |                                                                       |          |     |     |  |
| |                                                             |                                                                       | 1        | 2   | 3   |  |
| 1 | Канада · Польша                                             | Марина Стакушич Магдалена Френх                                       | 4 6      | 7 5 | 6 3 |  |
| 2 | Канада · Польша                                             | Лейла Фернандес Магда Линетт                                          | 6 2      | 6 3 |     |  |
| 3 | Канада · Польша                                             | Габриэла Дабровски / Эжени Бушар Катажина Кава / Вероника Фальковская | 6 2      | 6 3 |     |  |

| Испания 0 | Олимпийский стадион, Севилья, Испания 8 ноября 2023 Хард(i) | Олимпийский стадион, Севилья, Испания 8 ноября 2023 Хард(i)            | Канада 3 |      |   |  |
| \| \| \| \| 1 \| 2 \| 3 \| \| \| - \| \| ---------------------------------------------------------------------- \| ------ \| ---- \| - \| \| \| 1 \| \| Ребека Масарова Марина Стакушич \| 3 6 \| 1 6 \| \| \| \| 2 \| \| Сара Соррибес Тормо Лейла Фернандес \| 68 710 \| 67 9 \| \| \| \| 3 \| \| Ребека Масарова / Сара Соррибес Тормо Габриэла Дабровски / Эжени Бушар \| 2 6 \| 5 7 \| \| \| |                                                             |                                                                        |          |      |   |  |
| |                                                             |                                                                        | 1        | 2    | 3 |  |
| 1 | Испания · Канада                                            | Ребека Масарова Марина Стакушич                                        | 3 6      | 1 6  |   |  |
| 2 | Испания · Канада                                            | Сара Соррибес Тормо Лейла Фернандес                                    | 68 710   | 67 9 |   |  |
| 3 | Испания · Канада                                            | Ребека Масарова / Сара Соррибес Тормо Габриэла Дабровски / Эжени Бушар | 2 6      | 5 7  |   |  |